# Liste tschechischer Metalbands
Die Liste tschechischer Metalbands zählt namhafte tschechische Musikgruppen aus dem Genre Metal auf. Hard-Rock-Bands werden nur in die Liste aufgenommen, insofern sie auch Metal spielen. Zur Aufnahme in die Liste muss Wikipediarelevanz vorhanden sein.

## Liste
| Name                           | Gründung   | Auflösung | Herkunft                         | Genre(s)                                         | Anmerkungen                                                                  |
| ------------------------------ | ---------- | --------- | -------------------------------- | ------------------------------------------------ | ---------------------------------------------------------------------------- |
| Ahumado Granujo                | 1999, 2010 | 2006      | Prag                             | Grindcore                                        |                                                                              |
| Alkehol                        | 1992       |           | Prag                             | Rock, Metal                                      |                                                                              |
| Arakain                        | 1982       |           | Prag                             | Heavy Metal, Thrash Metal, Power Metal           |                                                                              |
| Crionic                        | 1987       |           | Přelouč                          | Thrash Metal                                     |                                                                              |
| Debustrol                      | 1986       |           | Jungbunzlau                      | Thrash Metal                                     |                                                                              |
| Dissolving of Prodigy          | 1993       | 2013      | Ostrau                           | Death Doom, Gothic Metal                         |                                                                              |
| Et Moriemur                    | 2008       |           | Prag                             | Gothic Metal, Funeral Doom                       |                                                                              |
| Godless Truth                  | 1994       |           | Olmütz                           | Death Metal                                      |                                                                              |
| Gutalax                        | 2009       |           | Krems                            | Grindcore, Goregrind, Porngrind                  |                                                                              |
| Hypnös                         | 1999, 2009 | 2006      | Staré Město u Uherského Hradiště | Death Metal                                      |                                                                              |
| Jig-Ai                         | 2004       |           | Prag                             | Goregrind                                        |                                                                              |
| Krabathor                      | 1984       |           | Uherské Hradiště                 | Death Metal                                      |                                                                              |
| Malignant Tumour               | 1991       |           | Ostrau                           | Grindcore, Crust Punk, Heavy Metal               |                                                                              |
| Master                         | 1983       |           | Chicago, USA                     | Death Metal                                      | Gruppe stammt ursprünglich aus den USA, spätere Übersiedlung nach Tschechien |
| Master’s Hammer                | 1987, 2009 | 2003      | Prag                             | Black Metal                                      |                                                                              |
| Mistress of the Dead           | 2004       |           |                                  | Funeral Doom                                     |                                                                              |
| Modern Day Babylon             | 2010       |           |                                  | Progressive Metal, Djent, Metalcore              |                                                                              |
| Naurrakar                      | 2007       |           | Prag                             | Black Metal                                      |                                                                              |
| Quercus                        | 2001       |           | Pilsen                           | Funeral Doom                                     |                                                                              |
| Silent Stream of Godless Elegy | 1995       |           | Hranice na Moravě                | Folk Metal, Gothic Metal                         |                                                                              |
| Škwor                          | 1998       |           | Prag                             | Nu Metal                                         |                                                                              |
| Trist                          | 2003       | 2012      | Olmütz                           | Funeral Doom, Depressive Black Metal, Neoklassik |                                                                              |